# Anna Litvinova
 (avril 2013).
Si vous disposez d'ouvrages ou d'articles de référence ou si vous connaissez des sites web de qualité traitant du thème abordé ici, merci de compléter l'article en donnant les références utiles à sa vérifiabilité et en les liant à la section « Notes et références ».
Anna Vladimirovna Litvinova (en russe : Анна Владимировна Литвинова) était une mannequin russe. Elle a représenté la Russie au concours Miss Univers 2006 où elle finit dans le Top 20.

## Biographie

### Enfance
Litvinova est née et a passé toute son enfance à Novokouznetsk avec ses parents Vladimir Ivanovitch Litvinova et Olga Ivanovna Litvinova. En 2003, elle est diplômée de l'Académie pédagogique d'État du Kouzbass en Russie. Elle s'inscrit ensuite à la Faculté des langues étrangères.

### Carrière
En 2003, Litvinova remporte le titre de la plus belle femme lors du concours « Miss Kouzbass » et entre dans le Top 5 de tous les concours de beauté de la Russie, avec le titre de « Miss Grâce ». Elle devient par la suite la 1re dauphine de « Miss Sibérie ». En 2006, elle remporte les sélections de Miss Univers - Russie et part à Los Angeles représenter la Russie au concours Miss Univers 2006. Elle n'obtient pas le titre mais finit dans le Top 20.
Après son couronnement au concours régional de beauté de Novokouznetsk, elle s'installe à Moscou et entame une carrière de Top Model. À Moscou, elle devient organisatrice de compétitions de beauté et aide les jeunes modèles à trouver du travail. Elle travaille également comme designeuse.

### Décès
On diagnostique à Litvinova une mélanome un an avant son décès. Hospitalisée dans une clinique en Allemagne pour suivre un traitement, elle meurt le 22 janvier 2013 à l'âge de 29 ans.